# Campeonato Mundial de Atletismo Júnior de 2012 - Lançamento de disco feminino
A prova do lançamento de disco feminino do Campeonato Mundial de Atletismo Júnior de 2012 ocorreu entre os dias 13 e 15 de julho em Barcelona, na Espanha. 

## Recordes
Antes desta competição, os recordes mundiais e do campeonato nesta prova eram os seguintes:
|     | Nome         | Nacionalidade     | Distância | Local        | Data                   |
| --- | ------------ | ----------------- | --------- | ------------ | ---------------------- |
| WJR | Ilke Wyludda | Alemanha Oriental | 74.40 m   | Berlim Leste | 13 de setembro de 1988 |
| CR  | Ilke Wyludda | Alemanha Oriental | 68.24 m   | Sudbury      | 31 de julho de 1988    |

## Medalhistas
| Ouro           | Prata               | Bronze               |
| Anna Rüh (GER) | Shanice Craft (GER) | Shelbi Vaughan (USA) |

## Cronograma
Todos os horários são locais (UTC+1).
| Data        | Hora  | Evento       |
| ----------- | ----- | ------------ |
| 13 de julho | 09:00 | Qualificação |
| 15 de julho | 18:00 | Final        |

## Resultados

### Qualificação
Qualificação: 53,00 m (Q) ou pelo menos melhor 12 qualificado (q) 
| Posição | Grupo | Atleta                      | Nacionalidade  | Tentativas | Tentativas | Tentativas | Resultados | Notas           |
| Posição | Grupo | Atleta                      | Nacionalidade  | 1          | 2          | 3          | Resultados | Notas           |
| ------- | ----- | --------------------------- | -------------- | ---------- | ---------- | ---------- | ---------- | --------------- |
| 1       | B     | Shanice Craft               | Alemanha       | 55.75      |            |            | 55.75      | Q               |
| 2       | A     | Anna Rüh                    | Alemanha       | 51.62      | 55.25      |            | 55.25      | Q               |
| 3       | A     | Shelbi Vaughan              | Estados Unidos | 54.78      |            |            | 54.78      | Q               |
| 4       | A     | Subenrat Insaeng            | Tailândia      | X          | 51.93      | 54.46      | 54.46      | Q               |
| 5       | A     | Sositina Hakeai             | Nova Zelândia  | 53.38      |            |            | 53.38      | Q,              |
| 6       | B     | Alex Collatz                | Estados Unidos | 52.55      | 52.28      | 51.39      | 52.55      | q               |
| 7       | B     | Gu Siyu                     | China          | 51.66      | X          | X          | 51.66      | q               |
| 8       | B     | Krisztina Váradi            | Hungria        | 50.26      | 51.13      | 50.53      | 51.13      | q               |
| 9       | B     | Natalya Shirobokova         | Rússia         | 50.74      | X          | 49.51      | 50.74      | q               |
| 10      | B     | Heidi Schmidt               | Suécia         | X          | 43.38      | 49.77      | 49.77      | q               |
| 11      | B     | Merewarihi Vaka             | Nova Zelândia  | 46.17      | 49.59      | 46.93      | 49.59      | q               |
| 12      | A     | Tetiana Yuryeva             | Ucrânia        | X          | X          | 49.46      | 49.46      | q               |
| 13      | A     | Elizabeth Álvarez           | Venezuela      | 40.92      | 49.17      | 43.85      | 49.17      | Recorde pessoal |
| 14      | B     | Ieva Zarankaité             | Lituânia       | 45.45      | 43.84      | 49.06      | 49.06      |                 |
| 15      | B     | Rosalía Vázquez             | Cuba           | 48.07      | 48.77      | X          | 48.77      |                 |
| 16      | A     | Kätlin Töllasson            | Estónia        | 48.50      | 48.49      | 48.34      | 48.50      |                 |
| 17      | B     | Zehra Uzunbilek             | Turquia        | X          | 47.48      | 46.64      | 47.48      |                 |
| 18      | A     | Keshia McGrath-Volau        | Austrália      | 43.26      | X          | 46.59      | 46.59      |                 |
| 19      | B     | Taylah Sengul               | Austrália      | X          | 43.96      | 45.87      | 45.87      |                 |
| 20      | A     | Simoné Meyer                | África do Sul  | 45.84      | X          | X          | 45.84      |                 |
| 21      | A     | María Belén Toimil          | Espanha        | X          | 42.32      | 45.83      | 45.83      |                 |
| 22      | A     | Shadine Duquemin            | Reino Unido    | 45.51      | X          | X          | 45.51      |                 |
| 23      | A     | Emma Ljungberg              | Suécia         | 39.26      | 45.36      | 44.40      | 45.36      |                 |
| 24      | B     | Ischke Senekal              | África do Sul  | 41.56      | 45.33      | 43.93      | 45.33      |                 |
| 25      | B     | Rayann Chin                 | Canadá         | 44.50      | X          | 45.24      | 45.24      |                 |
| 26      | B     | Charlene Engelbrecht        | Namíbia        | X          | X          | 44.97      | 44.97      |                 |
| 27      | A     | Ashley Arroyo               | Porto Rico     | 44.91      | X          | X          | 44.91      |                 |
| 28      | B     | Chukwunonso Judith Okwelogu | Nigéria        | 44.87      | X          | X          | 44.87      |                 |
| 29      | A     | Elçin Kaya                  | Turquia        | X          | 42.86      | 44.19      | 44.19      |                 |
| 30      | B     | Viktoriya Savytska          | Ucrânia        | 38.73      | X          | 43.33      | 43.33      |                 |
| 31      | B     | June Kintana                | Espanha        | 43.30      | X          | X          | 43.30      |                 |
| 32      | B     | Maia Varela                 | Argentina      | X          | 42.50      | X          | 42.50      |                 |
| 33      | A     | Tarasue Barnett             | Jamaica        | 42.06      | 40.92      | X          | 42.06      |                 |
| 34      | A     | Asianna C. Covington        | Canadá         | 35.36      | 40.63      | X          | 40.63      |                 |
| 35      | A     | Juliana Pereira             | Portugal       | 40.12      | X          | X          | 40.12      |                 |

### Final
A prova final foi realizada no dia 15 de julho ás 18:00. 
| Posição           | Atleta              | Nacionalidade  | Tentativas | Tentativas | Tentativas | Tentativas | Tentativas | Tentativas | Resultados | Notas                |
| Posição           | Atleta              | Nacionalidade  | 1          | 2          | 3          | 4          | 5          | 6          | Resultados | Notas                |
| ----------------- | ------------------- | -------------- | ---------- | ---------- | ---------- | ---------- | ---------- | ---------- | ---------- | -------------------- |
| Medalha de ouro   | Anna Rüh            | Alemanha       | 55.25      | 57.87      | X          | X          | 58.48      | 62.38      | 62.38      |                      |
| Medalha de prata  | Shanice Craft       | Alemanha       | 58.44      | X          | 58.51      | 54.67      | 51.86      | 60.42      | 60.42      |                      |
| Medalha de bronze | Shelbi Vaughan      | Estados Unidos | X          | 58.46      | X          | 60.07      | X          | 58.72      | 60.07      |                      |
| 4                 | Sositina Hakeai     | Nova Zelândia  | X          | 47.50      | 53.82      | 54.89      | X          | 56.17      | 56.17      | NJR                  |
| 5                 | Gu Siyu             | China          | 54.81      | 54.86      | X          | 54.46      | 54.77      | 55.78      | 55.78      |                      |
| 6                 | Subenrat Insaeng    | Tailândia      | 54.47      | 52.60      | 53.01      | 53.17      | X          | X          | 54.47      |                      |
| 7                 | Krisztina Váradi    | Hungria        | 51.44      | X          | 49.23      | 50.47      | 49.48      | X          | 51.44      | Recorde da temporada |
| 8                 | Alex Collatz        | Estados Unidos | 48.74      | X          | 47.42      | 49.28      | X          | X          | 49.28      |                      |
| 9                 | Tetiana Yuryeva     | Ucrânia        | 46.73      | 48.73      | 47.60      |            |            |            | 48.73      |                      |
| 10                | Merewarihi Vaka     | Nova Zelândia  | 48.48      | 47.92      | X          |            |            |            | 48.48      |                      |
| 11                | Natalya Shirobokova | Rússia         | X          | 47.96      | 10.14      |            |            |            | 47.96      |                      |
| 12                | Heidi Schmidt       | Suécia         | 45.54      | X          | X          |            |            |            | 45.54      |                      |

Legenda
| Recorde mundial       | Recorde mundial (World record)               |                       | Recorde africano                      | Recorde africano (African) |                                           | Q | Classificado por posição (Qualified) |
| Recorde do campeonato | Recorde do campeonato (Championship record)  | Recorde da América    | Recorde da América (Americas)         | q                          | Classificado por melhor tempo (Qualified) |   |                                      |
| Melhor marca do ano   | Melhor marca do ano (World leading)          | Recorde asiático      | Recorde asiático (Asian)              | DNS                        | Não largou (Did not start)                |   |                                      |
| Recorde nacional      | Recorde nacional (National record)           | Recorde europeu       | Recorde europeu (European)            | DNF                        | Não terminou (Did not finish)             |   |                                      |
| Recorde pessoal       | Recorde pessoal do atleta (Personal best)    | Recorde da Oceania    | Recorde da Oceania (Oceania)          | DSQ / DQ                   | Desclassificado (Disqualified)            |   |                                      |
| Recorde da temporada  | Recorde da temporada do atleta (Season best) | Recorde sul-americano | Recorde sul-americano (South America) | NM                         | Sem marca (No mark)                       |   |                                      |